# Nathan Jones (lied)
"Nathan Jones" is een hitsingle van de Amerikaanse meidengroep The Supremes. Het nummer werd geschreven door Leonard Caston en Kathy Wakefield en geproduceerd door Frank Wilson. De producer wilde het nummer in een rockstijl opnemen. Daarom besloot hij het nummer op te nemen met de zang als ensemble. "Nathan Jones" is het enige nummer waarbij er door de drie leden van The Supremes, destijds Jean Terrell, Cindy Birdsong en Mary Wilson, tezamen lead wordt gezongen.
"Nathan Jones" was een van de meest succesvolle singles van de groep, na het vertrek van Diana Ross, en was het meest succesvolle van het album "Touch" waar het op verscheen. Het bereikte de #16 positie in de Verenigde Staten en de #8 positie op de R&B lijst. "Nathan Jones" was het meest succesvol in het Verenigd Koninkrijk, waar het klom tot de vijfde plaats op de poplijst.
In 1987 verscheen er een coverversie van het nummer, opgenomen door de Britse meidengroep Bananarama. Deze versie werd eveneens een hit in het Verenigd Koninkrijk, maar was met zijn vijftiende plek minder succesvol dan de originele opname van "Nathan Jones". De Bananarama-opname haalde ook de poplijst in Nieuw-Zeeland en in Australië.
Het onderwerp van het nummer is dat de vertelster van het verhaal verlangt naar haar oude liefde, een man die Nathan Jones heet. Hij verliet haar om meer rust te krijgen. Ondanks dat ze verlangt naar Jones, is ze niet meer verliefd op hem, omdat ze hem te lang niet gezien heeft.

## Bezetting
- Lead- en achtergrondzang: Mary Wilson, Cindy Birdsong en Jean Terrell.
- Instrumentatie: The Funk Brothers
- Schrijvers: Leonard Caston en Kathy Wakefield
- Productie: Frank Wilson
- Arrangeurs: David Van DePitte en Jerry Long